# ギャレス・マローン
ギャレス・マローン（英語: Gareth Malone OBE、1975年 ロンドン - ）は、イギリスの合唱団指揮者で放送者。自らを「合唱の音頭取りで司会者で伝道者」と称している。ギャレスは国語教師のベッキーと結婚し、2010年に生まれた娘と2013年に生まれた息子と共にロンドンの北西部に住んでいる。

## 人物
2009年11月まで、ギャレスはロンドン交響楽団で働き、そこの青少年合唱団とコミュニティ合唱団とを運営していた。しかしながら、ギャレスは BBC Two の「ザ・クワイア」とそれに続く「ザ・クワイア：ボーイズ・ドント・シング」といった番組へのテレビ出演でもっともよく知られている。これらのテレビ番組はすべて、ギャレスがふだんから歌を歌ったことがないコミュニティや学校の中へ入り込み、バラバラな集団を成熟した合唱団にするところを描いている。
ギャレスは、父親は銀行員で、母親は公務員というアイルランド系の夫婦の一人息子として生まれた。ギャレスはボーンマス・スクールで学び、ノリッジにあるイースト・アングリア大学で演劇を勉強した。イースト・アングリア大学では、大学の合唱団に所属し、演劇のための音楽を作曲した。卒業後、ギャレスは個人授業を受け、英国王立音楽院の大学院を受験し、2005年に優秀な成績で合格した。
ロンドン交響楽団で働いていたとき、2001年にギャレスはエドワード・ヒースの補助指揮者の位が与えられた。学校での歌唱についてのシリーズを作りたがっている20/20(トゥウェンティ・トゥウェンティ・テレビジョン)というプロダクション会社から申し入れを受けて、ギャレスはテレビの仕事に関わるようになった。この会社では、誰を番組の顔にしたらよいか分からず、グーグルで「community choirmasters」（コミュニティ 合唱団指揮者）と検索をしたらマローンの名前を見つけたのである。その後「ザ・クワイア」は信じられないほどの成功をおさめ、英国アカデミー賞と放送賞とを勝ち取った。
2009年12月31日に、ギャレスは最初の「大晦日ツイッター・コミュニティ合唱団」で「オールド・ラング・サイン」（蛍の光）を歌うと案内した。彼はツイッター上で、またフェイスブック上で、この催しに参加してくれるよう頼んだ。
2012年、音楽への功績により、大英帝国勲章のOBE(オフィサー)を叙勲した。

## ザ・クワイア

### サウスオキシー・コミュニティ合唱団
2008年、ギャレスは、イギリスで貧困地区に位置付けられているハートフォードシャー州サウスオキシーのパム・ワイズ牧師から、サウスオキシーにコミュニティ合唱団を作る依頼を受けた。サウスオキシーの町は、第二次世界大戦後、ロンドン大空襲で焼け出された何十万もの人々に住居を提供するために、当時のロンドン市議会の決定で大規模な団地を造ったことによりできた町である。当初はこの地区に夢の楽園を作るという計画であり、入居希望者は殺到した。しかしながら周辺の住民はこれを快く思わず、サウスオキシー最初にやってきた住民たちにあからさまな敵意の目を向け、サウスオキシーの住民から女性と子供を守るため自警団を結成した。このような事情で、サウスオキシーの人々は周辺の町の住民から差別的な扱いを受け、自分たちの町に誇りを持てないでいた。ワイズ牧師は、このような歴史的背景を持つサウスオキシーに住む様々な人々、すなわち大規模な団地ができてからずっと住んでいる人々、近所づきあいを好まない人々、最近増えてきたさまざまな人種の人々、そのような人々を一つにまとめ、住民同士が互いを知ってほしいと願ったのである。ワイズ牧師の願いを叶えるため、ギャレスは 8 か月の契約期間で、サウスオキシーを歌う町にして、住民たちが自分たちの町を愛し、誇れるよりどころを築くため、サウスオキシーの町にコミュニティ合唱団を作ることにした。ギャレスはサウスオキシーの町を回り、住民たちに呼びかけて団員を募り、サウスオキシー・コミュニティ合唱団を結成して、指揮者として指導にあたった。合唱団が町の誇りであると観客に知ってもらうため、2008年11月22日、第 1 回の公演をサウスオキシーの商店街で行った。この町には合唱団全員と観客とを収容する施設がなかったからである。曲目は「ハイヤー・アンド・ハイヤー」（作詞・作曲 ゲイリー・ジャクソン、カール・スミス、レイナード・ミナー）で、初公演は団員達に自信と誇りとを感じさせた。

### ”軍人の妻合唱団”
チベナー海軍基地では兵士たちが、アフガニスタンでの半年間の任務に出発しようとしていた。基地のある町の人々とは隔絶して暮らす軍人家族の妻たちは夫の危険な任務に不安を募らせるがその気持ちを表に出すことはない。そんな妻たちをギャレスは合唱でまとめ、歌によって地元の人々と交流し、妻たちは『臆病な心』を克服し自信を深めていく。そしてアフガニスタンで重傷を負った兵士が所属するプリマス要塞でも合唱団を結成する。そしてロイヤル・アルバート・ホールで夫たちや5,000人もの聴衆とロイヤルファミリーを前に歌を披露するのだった。
この軍人の妻たちによる合唱は大きな反響を呼び、シングルWherever You Areは2011年12月25日付全英シングルチャート及びクリスマス・シングル・チャート共に1位を記録した。その前の週にシングルチャート1位に輝いた強敵で「ワン・ダイレクションの妹分」ことリトル・ミックス（英・ITVのオーディション番組「Xファクター」の2011年シーズンの優勝グループ）のデビューシングルを蹴落としての快挙はさまざまな意味で、例えば合唱団をBBCが局を挙げて大プッシュしたことで、「BBCとITVの対決」として、また一般人のグループがサイモン・コーウェルが仕掛けたプロに勝ったこと、などが大きな話題となった。
この合唱団は2012年のエリザベス2世即位60周年記念コンサートでは同コンサートの音楽監督を務めたゲイリー・バーロウ及びイギリス連邦内から集められた歌手とともにギャレスの指揮のもと、アンドルー・ロイド・ウェバーによるコンサートの公式楽曲Singを披露した。この曲によって彼女たちは再び全英チャート1位に輝いた。

## テレビ出演
- The Choir（BBC Two のシリーズ、2007年）
- The Choir: Boys Don't Sing （BBC Two のシリーズ、2008年）
- The Choir: Unsung Town （BBC Two のシリーズ、2009年）
- How a Choir Works （BBC Four の単発ドキュメンタリー、2009年）
- Never Mind the Buzzcocks （クイズ番組のゲスト 2009年）
- Gareth Goes to Glyndebourne （BBC Two のシリーズ、2010年　2011年度国際エミー賞最優秀芸術番組賞受賞[16]）
- Extraordinary School for Boys （BBC Two のシリーズ、2010年）
- The Big Performance（BBC のシリーズ、2010-2011年）
- The Choir does Comic Relief 2011（BBC Oneのテレソンでリック・アストリーや有名シェフらに合唱を指導、2011年）
- Children in Need（BBC One、2011年）
- The Choir: Military Wives（BBC Two のシリーズ、2011年）
- Gary Barlow: On Her Majesty's Service (BBC One、即位60年記念公式楽曲Singが出来るまでのドキュメンタリー、2012年)
- Diamond Jubilee Concert (BBC One、2012年)
- The Choir:Sing While You Work（BBC Twoのシリーズ、2012年）
- Never Mind the Buzzcocks （クイズ番組のゲスト、 2012年）
- It Takes A Choir（BBC America、The Choirのアメリカ版、2013年）
- The Choir:Sing While You Work Series 2（BBC Twoのシリーズ、2013年）
- Gareth's All Star Choir (BBC Oneのシリーズ、2014年)
- The Choir: New Military Wives（BBC Two のシリーズ、2014年）
- Who Do You Think You Are?（BBC One、有名人の家系について調査する番組、2015年）
- The Naked Choir（BBC Two のシリーズ、2015年）
- Gareth Malone's Great Choir Reunion（BBC Two、2015年）
- Gareth's Invictus Choir（BBC Oneのシリーズ、2016年）
- The Choir: Gareth's Best in Britain（BBC Two、2016年）

### 日本での放映
- 地球!ジオグラTV（TBS、2007年、The Choirより）
- BS世界のドキュメンタリー「クワイア ボーイズ」（NHK BS1、2008年、The Choir: Boys Don't Singより）
- 地球ドラマチック『町中みんなで合唱団！ ～イギリス 涙と笑いの猛特訓～』[17][18]（NHK 教育テレビジョン、2010年、The Choir: Unsung Town より）
- 地球ドラマチック「町中みんなで合唱団！ ～大聖堂への道～」（NHK 教育テレビジョン、2010年、The Choir: Unsung Town より）[19]
- 地球ドラマチック「町中みんなで合唱団！ ～最後の大舞台～」（NHK 教育テレビジョン、2010年、The Choir: Unsung Town より）[20]
- BS世界のドキュメンタリー「クワイア ボーイズ 特別編 再訪 ランカスター校」（NHK BS1、2010年）[21]
- BS世界のドキュメンタリー シリーズ　合唱団（クワイア）を作ろう（4 回シリーズ、NHK BS1、2010年、The Choir: Unsung Town より）
  - 「響け 町の歌声 第1回 晴れの舞台は商店街」[22]
  - 「響け 町の歌声 第2回 コロシアムで心をひとつに」[23]
  - 「響け 町の歌声 第3回 ラテン語に挑戦」[24]
  - 「響け 町の歌声 第4回 合唱団（クワイア）はわれらの誇り」[25]
- BS世界のドキュメンタリー　シリーズ　音楽のチカラ　ギャレス先生　ユース・オペラに挑戦！（3 回シリーズ、NHK BS1、2011年、Gareth Goes to Glyndebourne より）
  - 「第1回 目標は名門劇場」[26]
  - 「第2回 猛特訓の日々」[27]
  - 「最終回 いよいよ夢の舞台へ」[28]
- BS世界のドキュメンタリー　シリーズ　イギリスの今　ギャレス・マローンと“軍人の妻”合唱団！（3 回シリーズ、NHK BS1、2012年、THE CHOIR: Military Wives より）
  - 「第1回 臆病な心を乗り越えて」[29]
  - 「第2回 寂しさを歌にかえて」[30]
  - 「最終回 無事の帰還を祈って」[31]
- BS世界のドキュメンタリー　シリーズ　ギャレス・マローンの職場で歌おう！（6 回シリーズ、NHK BS1、2014年、The Choir: Sing While You Work より)	
  - 「第1回 ルイシャム病院合唱団」[32]
  - 「第2回 ロイヤルメール合唱団」[33]
  - 「第3回 マンチェスター空港合唱団」[34]
  - 「第4回 セバーン・トレント水道会社合唱団」[35]
  - 「第5回 いよいよ真剣勝負」[36]
  - 「最終回 決戦 最高のハーモニーをめざして」[37]
- BS世界のドキュメンタリー　シリーズ　ギャレス・マローンの職場で歌おう！2（8回シリーズ、NHK BS1、2016年、The Choir: Sing While You Work Series 2 より)
  - 「第1回 英仏をつなぐ歌声　～フェリー会社～」[38]
  - 「第2回 逆境に負けるな ～バーミンガム市役所～」[39]
  - 「第3回　組織の壁を越え　ひとつに ～大手スーパー～」[40]
  - 「第4回　信頼を結ぶ歌声　～消防救助局～」[41]
  - 「第5回　マネーの街から心をこめて ～グローバル投資銀行～」[42]
  - 「第6回　準々決勝　クラシックで競う！」[43]
  - 「第7回　準決勝　ゴスペルに挑め！」[44]
  - 「最終回　優勝は誰の手に？」[45]